# Официальная помощь в целях развития
Официальная помощь в целях развития (ОПР) — один из видов иностранной помощи, один из основных инструментов предоставления помощи развивающимся странам международной политики содействия развитию. ОПР предоставляется в форме грантов, кредитов (займов) и иных трансфертов в денежной или натуральной форме (товаров или услуг) странам-партнёрам, определённым в качестве получателей ОПР в списке Комитета содействия развитию ОЭСР, и международным многосторонним институтам. Отличительной особенностью ОПР является её направленность на содействие социально-экономическому развитию развивающихся стран и льготный характер, который характеризуется наличием в помощи грант-элемента в размере не менее 25% (при расчёте по фиксированной ставке дисконтирования в 10%).

## Составляющие ОПР
К переменным, определяющим величину грант-элемента, относятся: 

-	срок выплаты долга (Maturity, M); 

-	льготный период кредитования (период с момента подписания кредитного соглашения до первого платежа в погашение основной суммы долга) (Grace period, G); 

-	количество платежей по погашению гранта в год (Number of repayments per year, A); 

-	длительность выплаты кредита (Repayment duration, DR); 

-	ставка дисконтирования (Discount rate, I); 

-	процентная ставка в течение льготного периода (Interest rate during grace period, R1); 

-	процентная ставка в течение периода выплаты долга (Interest rate during repayment period, R2); 

-	общее количество платежей (Total number of repayments, NR). 

Выделяют несколько способов выплаты долга: 

-	выплата заранее оговорённых сумм в разные периоды выплат; 

-	выплата одинаковых сумм во все периоды выплат; 

-	выплата займа общей суммой в конце периода кредитования. 

Наиболее выгодными для развивающихся стран являются выплаты займа общей суммой (основного займа и процентов) в конце периода кредитования, поскольку процент по кредиту начисляется только один раз на сумму долга к концу периода кредитования. 

Помимо финансовой составляющей в официальную помощь развитию также включается техническое сотрудничество. При этом гранты, кредиты или займы, выделяемые на военные цели, из ОПР исключаются. Финансовая поддержка частным лицам (например, пенсии, выплаты по страховым взносам и т.д.), как правило, в ОПР также не учитывается. 

Техническое сотрудничество (содействие) развитию (Technical Cooperation) определяется как передача знаний, технического опыта и «ноу-хау» развивающимся странам. Осуществляется в двух основных формах: 1) ТС, осуществляемое независимым образом, т.е. предоставление технологий в целях увеличения национального потенциала, независимо от реализации конкретных инвестиционных проектов; 2) ТС в связи с инвестиционными проектами, т. е. предоставление средств, необходимых для финансирования поставок, и оказание технических услуг, необходимых для реализации конкретных инвестиционных проектов. 

Ассоциированное финансирование (Associated Financing) — ОПР может содержаться в пакете ассоциированного финансирования. Пакет ассоциированного финансирования – общий объём финансирования расходов на реализацию совокупности различных форм содействия развитию конкретной стране. Такой пакет может содержать ОПР и другие формы содействия, льготный и стандартный компоненты, связанную и частично несвязанную по мощь.

## ОПР и Россия
В Концепции участия Российской Федерации в содействии международному развитию  подчёркивается, что Россия является единственной страной «Группы восьми», законодательство которой не содержит категории  «официальная помощь развитию». Так, термин «официальная помощь развитию» используется в документах «Группы восьми» (см., например, «О работе с Африкой», принят лидерами «Группы восьми» в Санкт-Петербурге по итогам саммита 16 июля 2006 г.).
О признании этого термина в РФ свидетельствует также то, что он используется в Резолюциях Генеральной Ассамблеи ООН, членом которой является РФ. Хотя согласно ст.10 Устава ООН, Резолюции Генеральной Ассамблеи имеют силу рекомендаций, представляется, что, участвуя в принятии резолюций, РФ соглашается с применением используемой в них терминологии. Так, в Резолюции Генеральной Ассамблеи ООН от 20 июня 1997 г. № 51/240 «Повестка дня для развития»  используется термин «официальная помощь в целях развития».
Несмотря на то, что понятие «официальная помощь развитию» не раскрывается в законодательстве РФ, использование этого термина встречается. Россия активно использует термин в политических документах, носящих рекомендательный и декларативный характер.
Примером может служить ст. 3 проекта соглашения между Правительством Российской Федерации и Правительством Кыргызской Республики о погашении части государственного долга в имущественной форме и списании оставшейся задолженности Кыргызской Республики перед Российской Федерацией (одобрен Распоряжением Правительства РФ № 103-р от 3 февраля 2009г.) .
Термин «ассоциированное финансирование» не раскрывается и не используется в российском законодательстве.
Термин «техническая помощь (содействие) развитию» присутствует и используется в Концепции участия Российской Федерации в содействии международному развитию. Кроме того, термин «техническое содействие» использовался в международных договорах о техническом содействии, в наибольшей степени распространённых в советский период, таких как, например, Соглашение между Правительством СССР и Правительством Цейлона Об экономическом и техническом сотрудничестве (Коломбо, 25 февраля 1958 года).
Базовые термины «официальная помощь в содействии развитию» и «техническая помощь (содействие) развитию», несмотря на отсутствие института «содействия развитию» в российской правовой системе, представляются наполненными содержанием, идентичным содержанию терминов, принятых к использованию в актах международного законодательства. Это позволит избежать дополнительных мер по уточнению содержания понятий аппарата при разработке понятийного аппарата для российского законодательства в сфере содействия развитию.